# Acmaeodera tubulus
Acmaeodera tubulus es una especie de escarabajo del género Acmaeodera, familia Buprestidae. Fue descrita científicamente por Fabricius en 1801.
Esta especie se encuentra en América del Norte.